# Ан-28
Ан-28 — лёгкий двухмоторный турбовинтовой самолёт. Разработан КБ Антонова в СССР, как дальнейшее развитие концепции самолёта Ан-14. Рассчитан на перевозку 17 пассажиров и грузов, общей массой до 1750 кг на дальность до 2000 км. Первый полёт совершил 30 апреля 1969 года. Ведущий конструктор - Дмитрий Семенович Кива.
КБ Антонова построило и испытало несколько предсерийных самолётов, после чего документация и технология были переданы в дружественную Польшу для производства самолёта на Zjednoczenie Przemysłu Lotniczego i Silnikowego (PZL).
Всего разработано семь модификаций, на серийные экземпляры которых, возможна установка лыжного и поплавкового шасси. Интенсивно эксплуатировался на местных воздушных линиях наряду с L-410 Turbolet в Советском Союзе и странах СЭВ. Небольшими партиями поставлялся и в другие страны мира.

## Разработка

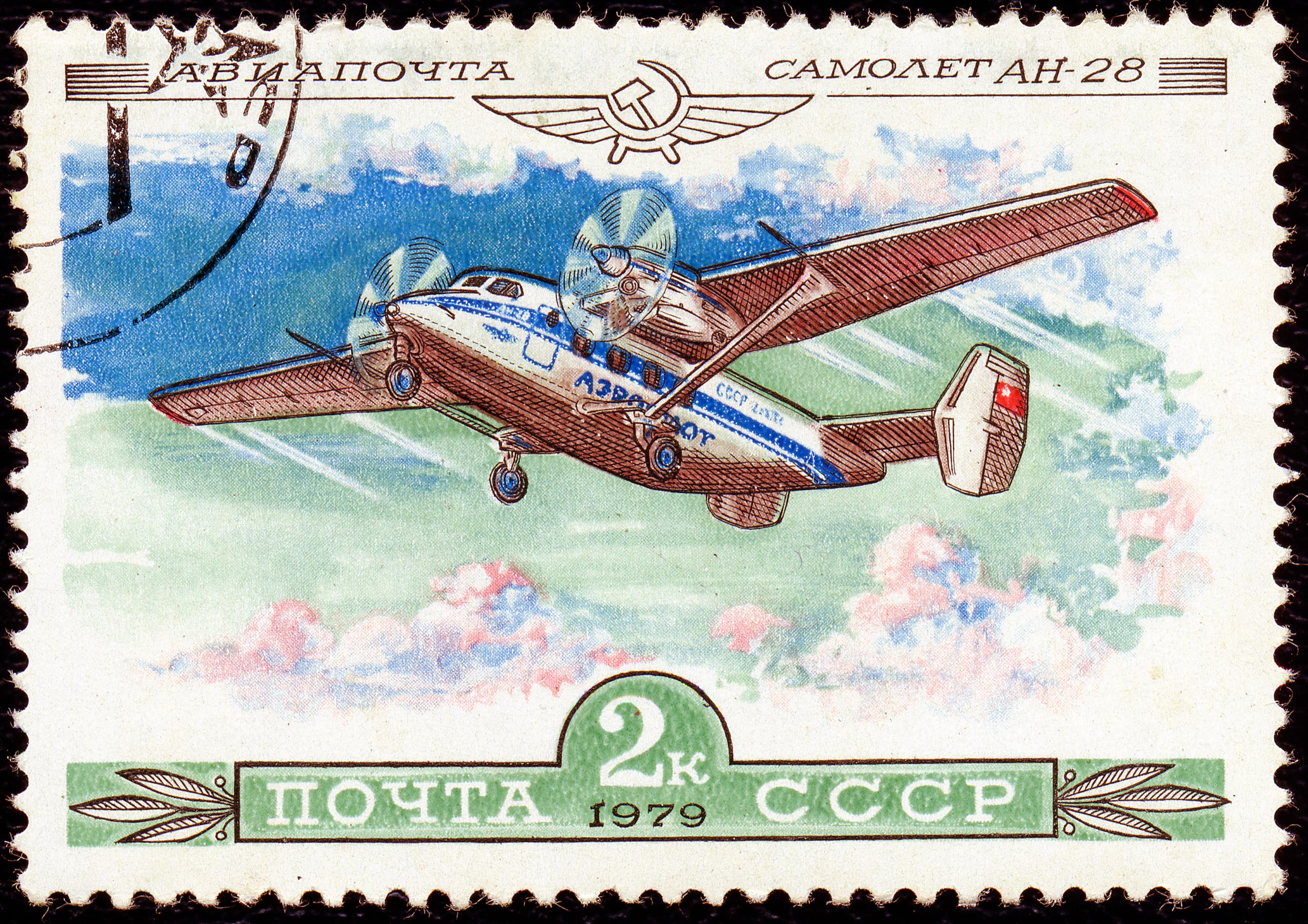
Ан-28 на почтовой марке СССР

Ан-28 во многом схож с Ан-14: структура крыла, двухкилевое хвостовое оперение, но имеет удлинённый фюзеляж.
Возможности Ан-14 («Пчёлка») были ограничены тем, что он был оснащён маломощными двигателями. Ан-28 оснащался более мощной силовой установкой, а также был увеличен фюзеляж. Самолёт должен был выполнять посадки на неподготовленные площадки, поэтому при проектировании самолёта отказались от варианта с убираемым шасси, так как при посадке ниши, в которые убирались шасси, забивались бы грязью.
Первый полёт в 1969 совершил модифицированный Ан-14. Следующий предсерийный самолёт совершил полёт только в 1975 году. Самолёт тестировали во всех климатических поясах от Арктики до Антарктики. В 1978 году производство было переведено на завод ПЗЛ-Мелец. Первый польский самолёт полетел в 1984 году.
Сертификат лётной годности в СССР Ан-28 получил в 1986 году.

## Описание конструкции

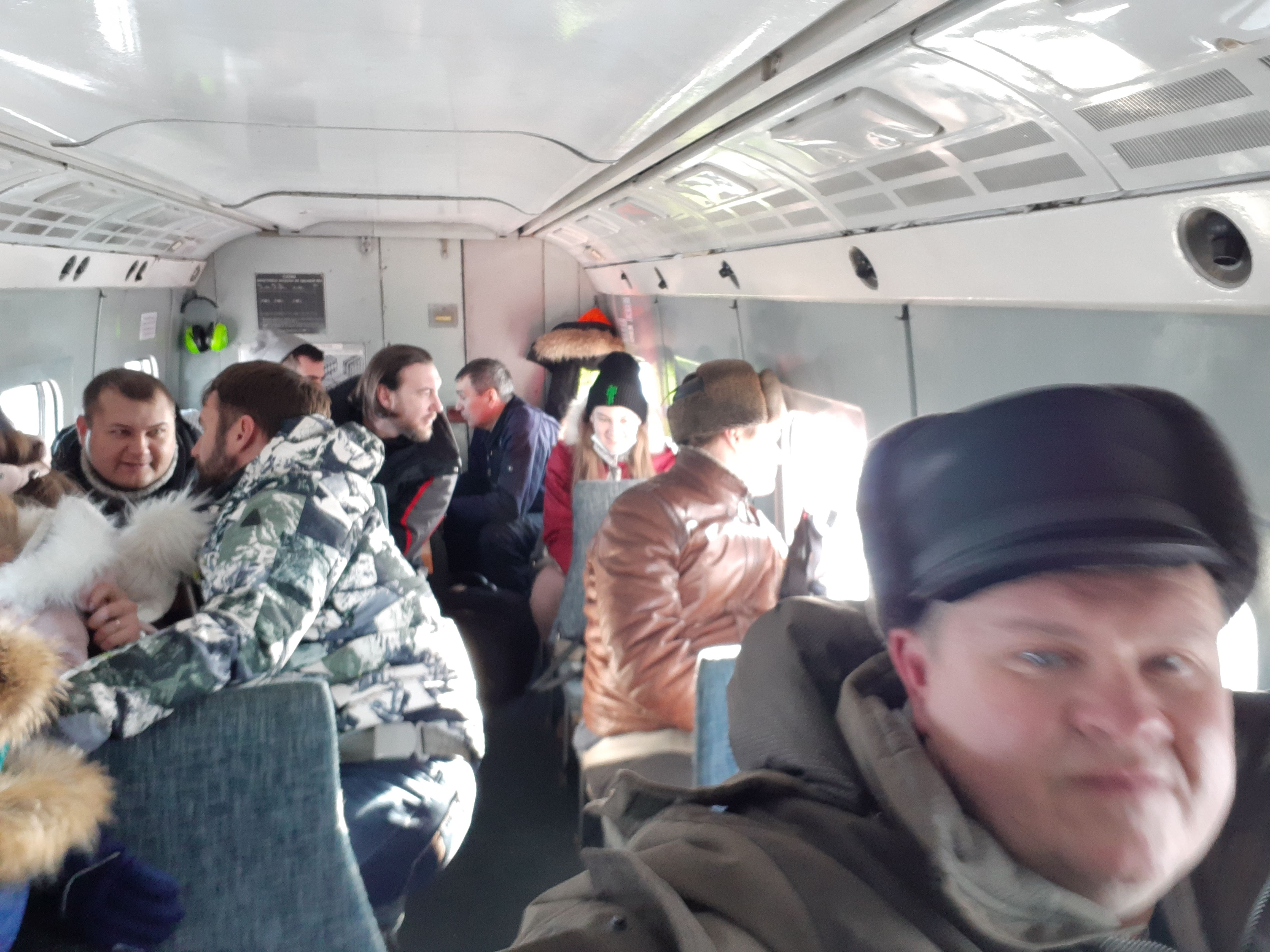
В салоне Ан-28

Ан-28 подкосный высокоплан с неубираемыми в полёте шасси и двухкилевым вертикальным оперением.
Самолёт имеет цельнометаллическую конструкцию, некоторые несиловые элементы конструкции выполнены из композиционных материалов и из стеклопластика. Экипаж самолёта состоит из двух человек — командира и второго пилота.

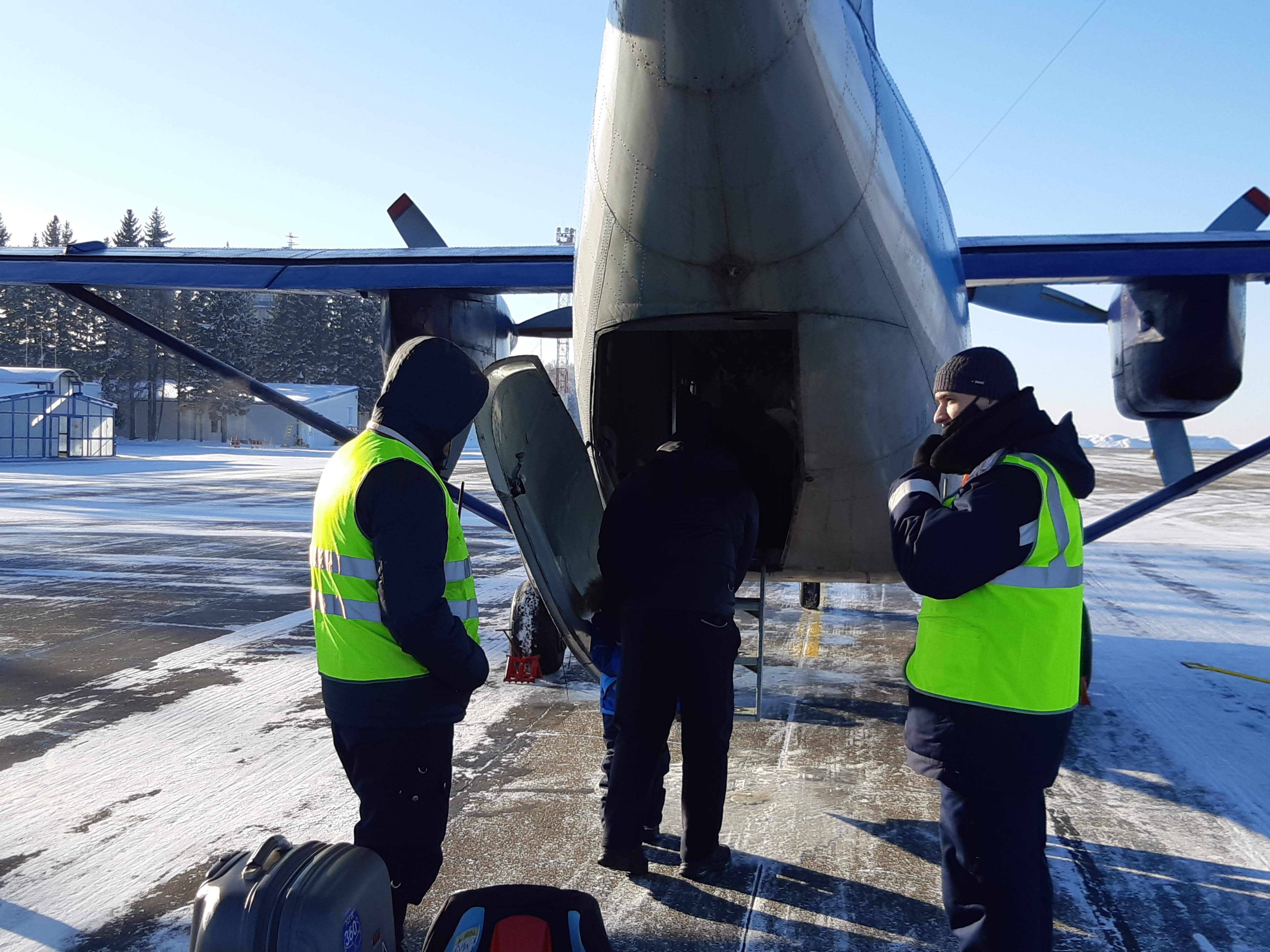
Входной люк

Фюзеляж — типа полумонокок. Силовой набор: поперечный 31 шпангоут, продольные стрингеры и балки. Технологически фюзеляж разделён на три части — носовую, среднюю и хвостовую. В передней части фюзеляжа располагается двухместная кабина экипажа с доступом внутрь через дверь слева по борту. В средней части фюзеляжа располагается пассажирская (грузовая) кабина. Доступ в грузовую кабину, находящуюся за кабиной экипажа возможен через двухстворчатую дверь, которая открывается наружу и размещённую в задней части фюзеляжа. В грузовой кабине грузопассажирского варианта самолёта способны разместиться 15-18 человек. Для этого установлены специальные откидные сидения. В зависимости от использования судна кабина легко переоборудуется для нужд спасательных операций или установки специальной техники. В хвостовой части фюзеляжа находится входной люк, закрытый двумя продольными створками. Для входа пассажиров в самолёт открывается левая створка и используется входная лестница, закреплённая шарнирно на пороге люка. При погрузке и выгрузке грузов открываются обе створки.
Крыло — отличительной особенностью самолёта является двухлонжеронное крыло, кессонного типа, большого размаха, размещённое в верхней части фюзеляжа и закреплённое профилированными подкосами. Крыло состоит из центроплана, прямоугольной формы в плане, и двух трапециевидных консолей. Кессоны центроплана и консолей представляют собой топливные баки-отсеки. Крыло оборудовано автоматическими и управляемыми элеронами, предкрылками, интерцепторами и закрылками. Закрылки двухщелевые и состоят из основного звена и дефлекторов, две секции смонтированы на центроплане, ещё две на консолях. Предкрылки установлены на передней кромке консолей. На верхней поверхности консолей крыла располагаются интерцепторы. На консолях крыла установлены элероны, левый элерон снабжён триммером. Элероны зависающие, на взлётно-посадочных режимах они автоматически отклоняются на угол, пропорциональный углу выпуска закрылков. Данная конструкция крыла обеспечивает самолёту не только крутую траекторию взлёта и посадки, но и устойчивое планирование на малых скоростях и больших углах атаки.

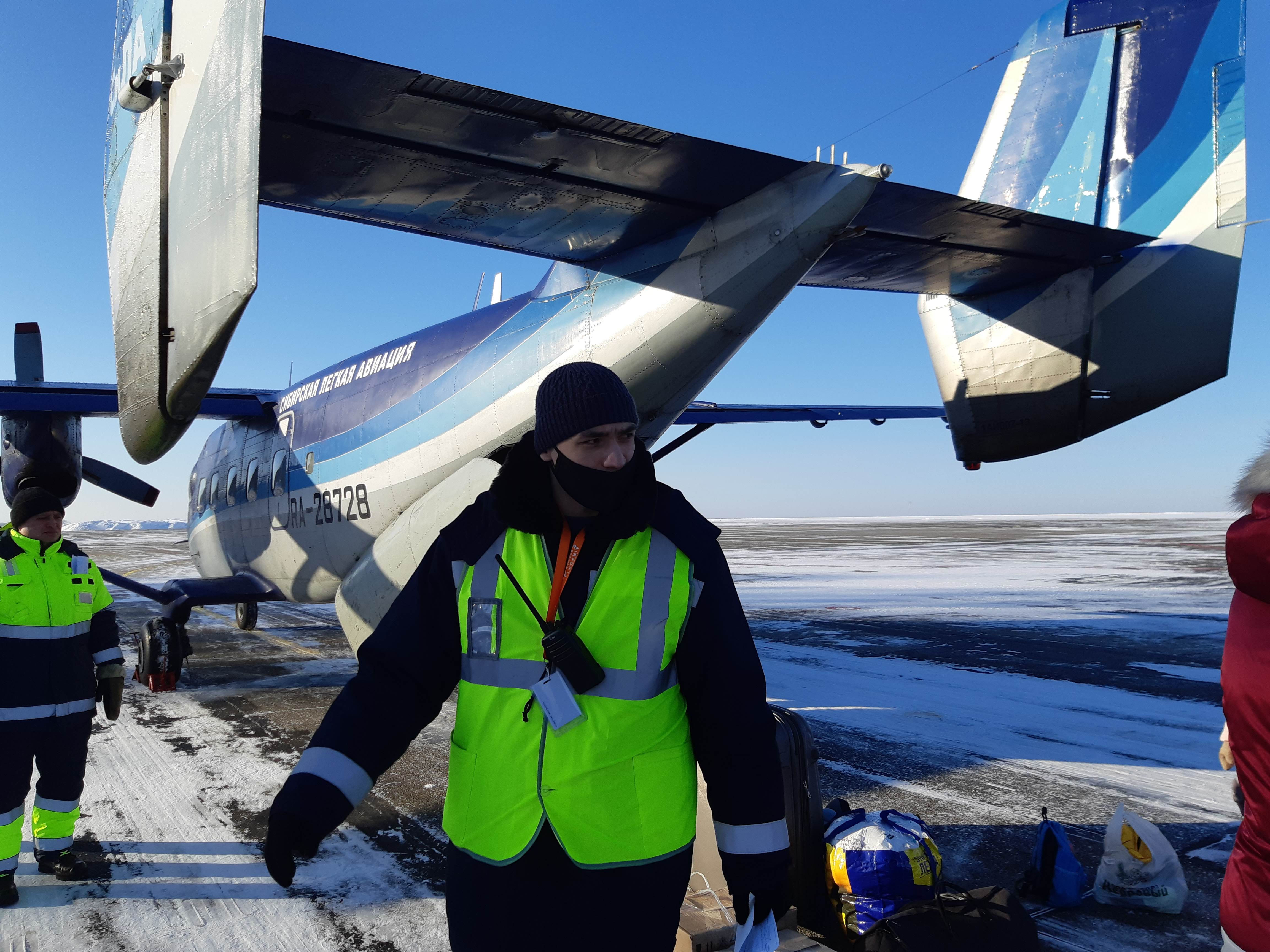
Хвостовое оперение

Хвостовое оперение — свободнонесущее двухкилевое. Стабилизатор и кили — двухлонжеронные, кессонной конструкции. Стабилизатор неотклоняемый, угол установки −2 градуса. Кили закреплены на торцах стабилизатора и повёрнуты на 2 градуса к плоскости симметрии самолёта.. Рули направления имеют аэродинамическую компенсацию и весовую балансировку. Руль высоты выполнен с весовой балансировкой. Руль направления и руль высоты снабжены триммерами.
Шасси — состоит из передней и двух основных опор. Благодаря усиленному трёхточечному шасси самолёт с этим крылом может эксплуатироваться в том числе и на грунтовых взлётно-посадочных площадках. Передняя опора снабжена нетормозным колесом, которое является поворотным, при отключении системы поворота переднее колесо свободно ориентируется. Основные опоры оснащены дисковым тормозом и антиюзовым автоматом. Пневматики колёс низкого давления. Длина разбега при взлёте самолёта с максимальной взлётной массой составляет 260 м, длина пробега при посадке — 170 м. Колёсное шасси при необходимости может быть сменено на лыжное.
Силовая установка — под крылом самолёта в мотогондолах установлены два турбовинтовых двигателя ТВД-10С со взлётной мощностью 950 л. с. Двигатель двухроторный, с осевым компрессором и свободной турбиной винта. Воздушный винт — трёхлопастный, тянущий, реверсивный с изменяемым шагом. Диаметр винта 2,8 м. Общий запас топлива в четырёх интегральных крыльевых топливных баках составляет 1812 л. Система запуска двигателя — электрическая. Запуск может производиться от аэродромных источников, бортовых аккумуляторных батарей или генератора уже запущенного двигателя. Каждый двигатель имеет автономную маслосистему.
Управление — смешанное. Управление рулями направления и высоты, а также элеронами осуществляется вручную с помощью механической проводки. Управление триммерами электродистанционное, а закрылками и интерцепторами электрогидравлическое. Управление интерцепторами может осуществляться в двух режимах — в ручном и автоматическом. В автоматическом режиме интерцепторы используются для уменьшения крена, в случае отказа одного из двигателей.
Гидросистема — предназначена для выпуска и уборки закрылков, выпуска интерцепторов, торможения колёс основных опор шасси и управления поворотом переднего колёса. Источником давления является электроприводная насосная станция, работающая от бортовой сети трёхфазного переменного тока или от наземного источника электропитания.
Электроснабжение — система электроснабжения обеспечивает питание бортовых потребителей переменным трёхфазным током напряжением 200/115 В частотой 400 Гц, переменным трёхфазным током напряжением 36 В частотой 400 Гц и постоянным током напряжением 27 В. Источником переменного тока напряжением 200/115 В являются два генератора, установленные по одному на каждом двигателе. Питание потребителей переменным током напряжением 36 В обеспечивают два трансформатора и преобразователь. Источником постоянного тока служат два выпрямительных устройства и две аккумуляторные батареи.
Оборудование — за счёт установленной на самолёте навигационной системы, радиосвязного оборудования и противообледенительной системы Ан-28 способен производить полёты при различных метеорологических условиях в любых климатических поясах независимо от времени суток.

## Модификации
| Название модели | Краткие характеристики, отличия. |
| --------------- | --- |
| Ан-28           | Конвертируемый грузо-пассажирский. |
| Ан-28А          | Арктический. Отличается увеличенным запасом топлива.                                                                                                |
| Ан-28Б1         | Транспортно-десантный. |
| Ан-28B1R        | Морской патрульный. Отличался мощной бортовой РЛС с антенной в обтекателе под фюзеляжем. Разработан польскими конструкторами в начале 1990-х годов. |
| Ан-28B2         | Самолёт РЭБ. |
| Ан-28RM         | Патрульно-спасательный. Отличается РЛС кругового обзора.                                                                                            |
| Ан-28TD         | Польский транспортно-десантный. |
| M-28 «Скайтрек» | Модернизированный. Отличается двигателями Pratt & Whitney Canada РТ6А-65В мощностью 1100 л. с,с пятилопастными винтами.                             |

## Разработки на базе Ан-28
В 1993 году ПЗЛ-Мелец начала выпуск улучшенной модели "ПЗЛ М-28 Скайтрак".
В 1994 году совершил первый полёт Ан-38 — новая модель на базе Ан-28, удлинённая, с более мощными двигателями и уменьшенной до 900 км дальностью полёта, с новой авионикой.

## Характеристики
- Экипаж: 1-2
- Вместимость: 17 пассажиров
- Длина: 12,98 м
- Размах крыла: 22 м
- Высота: 4,6 м
- Площадь крыла: 39,7 м²
- Снаряжённая масса: 4000 кг
- Максимальная взлётная масса: 6500 кг (до 7000 кг)
- Двигатели: 2 × Глушенков ТВД-10Б
- Максимальная скорость: 355 км/ч
- Дальность полёта: 1250—1980 км
- Практический потолок: 6000 м
- Скороподъёмность: 12 м/с
- Нагрузка на крыло: 146 кг/м²
- Тяговооружённость: 250 Вт/кг
- Длина разбега: 270 м
- Длина пробега: 170 м
- Прозвище НАТО: «Cash»

## Аварии и катастрофы
По данным на 16 июля 2021 года было потеряно 36 самолётов типа Ан-28. При этом погибли 113 человек:
| Дата       | Бортовой номер | Место катастрофы        | Жертвы  | Краткое описание |
| ---------- | -------------- | ----------------------- | ------- | --- |
| 14.08.1987 | 28741          | Усть-Нем, Коми          | 0/н. д. | Грубая посадка. |
| 16.03.1990 | 28702          | Вершина                 | н. д.   | Тренировочный полёт. |
| 18.08.1990 | 28761          | Рушан                   | н.д.    | Грубая посадка. |
| 23.10.1991 | 28924          | Шелопугино              | 0/13    | Грубая посадка. |
| 03.01.1992 | 28706          | Ляхш                    | 0/н. д. | Сел, не долетев до ВПП. |
| 19.10.1992 | 28785          | Усть-Нем, Коми          | 15/16   | Упал вскоре после взлёта из-за отказа левого двигателя |
| 28.08.1993 | HA-LAJ         | Уэстон-он-Грин          | 0/19    | самолёт с парашютистами упал с высоты 250 метров после отказа двигателей |
| 12.05.1994 | 28713          | Палана                  | 0/12    | Грубая посадка |
| 01.02.1995 | 28797          | мыс Шмидта              | 0/10    | При заходе на посадку по ошибке был включён реверс. |
| 29.11.1999 | ES-NOF         | у Щецина                | 0/3     | Аварийная посадка после остановки двигателей |
| 29.12.1999 | 3C-JJI         | у Зонгулдака            | 6/6     | Упал в море. |
| 14.04.2000 | 9Q-CZL         | Киншаса                 | 0/0     | Пожар в аэропорту. |
| 23.08.2001 | 3C-LLA         | Мугого                  | 4/11    | У перегруженного самолёта отказал двигатель. |
| 23.11.2001 | ES-NOV         | у Кярдла                | 2/17    | Заходил на посадку с нестандартной траектории. |
| 29.01.2002 | YV-1043CP      | Кавак                   | 0/17    | Частный самолёт. Вылетел с грунтовой ВПП при посадке. |
| 29.08.2002 | 28932          | у Аяна                  | 16/16   | Заходил на посадку, несмотря на критические метеоусловия. |
| 10.02.2003 | ES-NOY         | Таллин                  | 2/3     | Упал носом вниз вскоре после взлёта. |
| 30.10.2003 | ER-AJG         | Камина                  | н. д.   | Разбился, не долетев до ВПП. Вероятно, нелегально перевозил оружие для армии ДРК. Имел молдавскую регистрацию, однако ни одна авиакомпания не признала самолёт «своим».                    |
| 31.03.2005 | 3C-ZZY         | у Кампене               | 3/4     | Неисправный самолёт был отправлен в рейс и разбился после отказа двигателя. |
| 24.12.2005 | ER-AJE         | Судан                   | 2/2     | Разбился вскоре после взлета. Был арендован Африканским Союзом для миротворческой миссии.                                                                                                  |
| 03.08.2006 | 9Q-COM         | у Букаву                | 17/17   | Врезался в гору при заходе на посадку. Имел предельный износ. |
| 11.11.2006 | 9Q-COL         | Букаву                  | 0/н. д. | Грубая посадка. |
| 03.04.2008 | PZ-TSO         | Бенздорп                | 19/19   | Разбился, вынужденно уходя на второй круг. ВПП была занята. |
| 15.05.2010 | PZ-TSV         | Пукети                  | 8/8     | Полёт в плохую погоду. Обстоятельства выясняются. |
| 30.01.2012 | 9Q-CUN         | Намоя                   | 3/5     | Касание левой законцовкой крыла деревьев на склоне горы при заходе на посадку в плохих метеоусловиях                                                                                       |
| 12.09.2012 | RA-28715       | Камчатский край, Палана | 10/14   | Потерпел катастрофу в горной местности в 10 км от аэродрома при заходе на посадку в сложных метеоусловиях. Ошибка пилотов при заходе на посадку. В крови пилотов обнаружен этиловый спирт. |
| 10.08.2015 | Флаг России    | Магадан                 | 0/17    | Вернулся в пункт вылета из-за отказа двигателя. |
| 03.10.2017 | UP-A2807       | Алматинская область     | 5/5     | Через 12 минут после взлета исчез с радаров самолёт малой авиации Ан-28 Авиакомпании «East Wing», выполнявший полет по оказанию медицинской помощи по маршруту Алма-Ата — Чимкент          |
| 16.07.2021 | RA-28728       | Томская область         | 0/18    | Аварийная посадка на болотистой местности при отказе двух двигателей. |

## Операторы

### Гражданские
Большинство Ан-28 летает в аэроклубах, сельхозавиации и небольших чартерных авиакомпаниях. Эксплуатация Ан-28 на регулярных линиях практически везде прекращена. На 2021 год одним из эксплуатантов Ан-28 на регулярных пассажирских линиях является российская авиакомпания СиЛА, в парке которой остаётся три машины, другим эксплуатантом является АО «Камчатское авиационное предприятие». Ещё одна машина потерпела аварию в Томской области, а одна находится на хранении в Иркутске.

### Военные
- Польша — восемь Aн-28RM, два Aн-28T и два Aн-28TD, по состоянию на 2016 год[14]
- Перу — два Ан-28, по состоянию на 2016 год[15]

## Подобные самолёты
- Бе-30
- De Havilland Canada DHC-6 Twin Otter
- Dornier Do 228
- GAF Nomad
- Harbin Y-12
- IAI Arava
- L-410 Turbolet
- Short SC.7 Skyvan
- Evektor EV-55 Outback
- Ан-38